# Diego Méndez (arquitecto)
Diego Méndez González (Madrid, 4 de enero de 1906-ibídem, 3 de octubre de 1987) fue un arquitecto español.

## Biografía
Fue alumno de Pedro Muguruza, con quien comenzó a colaborar en proyectos arquitectónicos a partir de 1932. En el verano de 1939 se encargó de la restauración del Castillo de Viñuelas, cercano a Madrid, que sería empleado como residencia provisional de Francisco Franco y su familia. Poco después emprendió la reconstrucción del Palacio del Pardo.
Poco tiempo después fue nombrado Consejero de Arquitectura de Patrimonio Nacional, desde donde dirigió la reconstrucción del Palacio de La Granja, Palacio Real de Aranjuez, Palacio Real de Riofrío, Palacio de La Moncloa, Palacio de la Zarzuela, los Reales Alcázares de Sevilla; el Monasterio de El Escorial y el Monasterio de las Descalzas Reales de Madrid.
Proyectó y construyó el actual Valle de los Caídos, cuyo proceso de construcción describió ampliamente en su libro El Valle de los Caídos: idea, proyecto, construcción, publicado en 1982.
Intentó realizar una renovación al Palacio Real de Madrid, en 1947. Ello hubiera supuesto retomar la idea de Francesco Sabatini relacionada con ampliar el ala suroeste, paralela a la de san Gil, pero no llegó a realizarse. Fue autor de varios proyectos en el África española, entre ellos la catedral de San Francisco de Asís de El Aaioún (Sahara español).